# Neoserica propria
Neoserica propria är en skalbaggsart som beskrevs av Brenske 1899. Neoserica propria ingår i släktet Neoserica och familjen Melolonthidae. Inga underarter finns listade i Catalogue of Life.